# Litang (plaats)

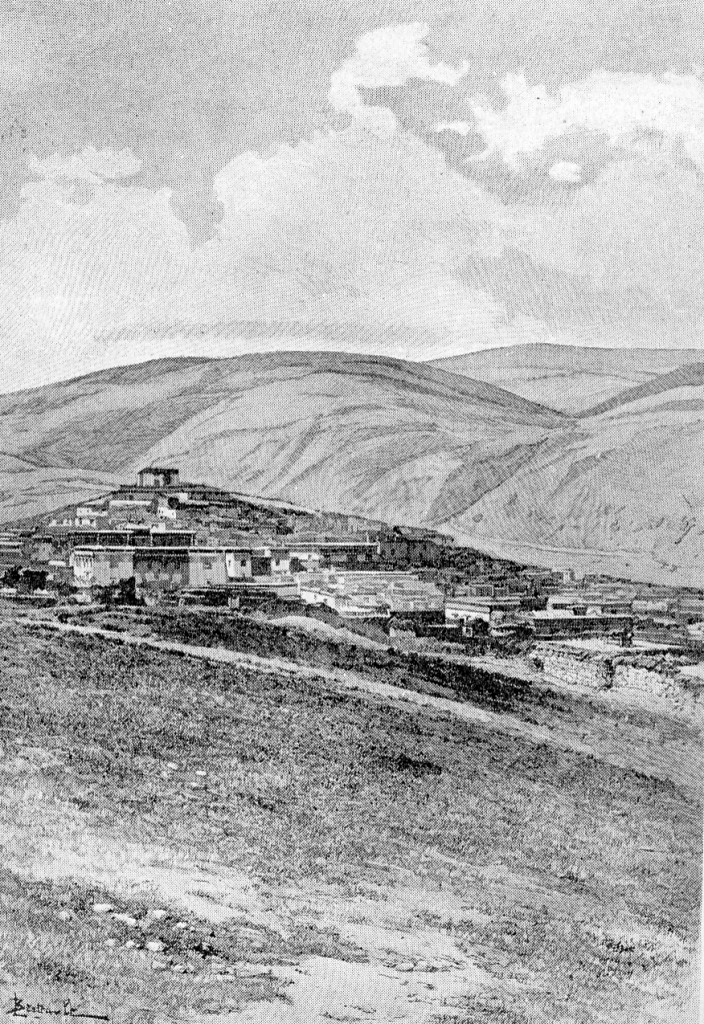
Litang, jaren 1840

Litang, ook Lithang is een plaats en het bestuurlijk centrum van het arrondissement Litang in het zuidwesten van de Tibetaanse autonome prefectuur Garzê in de provincie Sichuan in China.

## Geografie
Litang ligt op een hoogte van 4014 meter, tussen open graslanden en besneeuwde bergtoppen. Het ligt 400 meter hoger dan Lhasa en is daarmee een van de hoogste dorpen in de wereld.
Op een afstand van 4 km ten westen van het centrum van Litang bevinden zich warmwaterbronnen.